# Abdul Qader Bedil
Abul Ma'āni Mirzā Abdul-Qāder Bedil o Mawlānā Abul Ma'āni Abdul Qader Bedil (en persa: ابوالمعانی میرزا عبدالقادر بیدل), (1720-1642) fue un poeta y sufí nacido en Azimabad (hoy Patna, India); su familia perteneció a la tribu Uzbeko en Balh (Afganistán). 
Acordado de otras fuentes, nació en Khwaja Rawash, un área de la provincia de Kabul en Afganistán. Su tumba, llamada Bagh-e-Bedil (Jardín de Bedil) está situado en la ruta Mathura en Delhi. 
Escribió poesía y prosa en Dari o Persa. Es considerado uno de los fundadores y uno de los grandes poetas de la Escuela de Poesía India y su único estilo que usa es el Persa. Algunos escritores como Ghalib y Muhammad Iqbal fueron influenciados.
Es famoso en Afganistán y Asia Central que en Irán o en India, debido al estilo del lenguaje y que las expresiones usadas en sus poemas son más comprensibles para los Afganos hablantes de Dari y es figura culta entre Tayiks. En hecho fue el primer ministro de Tayikistán quién visitó en agosto de 2006 y que puntualizó oficialmente renovar su tumba en lo que hasta ahora se encuentra en estado de negligencia.
Un famoso de Bedil escribió: "Bedil az kulfat-e-shikasht mun'aal Bazm-e-hasti dukaan-e-shishagar ast" ("Bedil se lamenta no por sus pérdidas, esta parte es vida, es después toda ayuda en una tienda de vidrios").